# Університет Лаваля
Університе́т Лава́ль (фр. Université Laval — Універсіте́ Лава́ль) — заклад вищої освіти, розташований у місті Квебек у провінції Квебек в Канаді. Університет засновано Католицькою церквою за часів Нової Франції у 1663 році та носить ім'я Франсуа Монморансі-Лаваля — першого єпископа Канади.
Університет — найстаріший франкомовний університет північноамериканського континенту, найстаріший університет Канади і четвертий між найстарішими університетами Північної Америки. Він єдиний заклад вищої освіти міста Квебек.
На честь навчального закладу названо астероїд 14424 Лаваль.